# 山形県道263号萱平河崎線
山形県道263号萱平河崎線（やまがたけんどう263ごう かやだいらかわさきせん）は、山形県上山市を通る県道である。

## 起点・終点
- 起点：上山市大字菖蒲字萱平
- 終点：上山市河崎 国道458号交点

## 通過する自治体
- 山形県
  - 上山市

## 交差・接続している道路
- 山形県道264号泥部宮脇線
- 国道13号
- 山形県道・宮城県道13号上山七ヶ宿線
- 国道458号

## 重複区間
- 山形県道・宮城県道13号上山七ヶ宿線（上山市矢来 - 長清水交差点）

## 沿道の施設など
- スカイタワー41